# カリギュラ (戯曲)
『カリギュラ』（Caligula）は、アルベール・カミュの戯曲。1945年初演、4幕。暴君として知られるローマ帝国第3代皇帝カリギュラを題材にした作品で、作者より「異邦人」「シーシュポスの神話」とともに「不条理」をテーマとする連作の一つとして位置づけられている。成立は1938年ころ、故郷であるアルジェリアに滞在していた時期と推測され、カミュの戯曲第1作にあたる作品である。ただし初演は「誤解」のほうが早い。

## 内容
舞台はカリギュラの宮殿。最愛の妹であり情婦であったユリア・ドルシッラを失ったカリギュラは、3日間失踪したのち人々の前に姿を現す。それまで理想的な君主であった彼はその日を境に豹変し、月を手に入れるといった不可能事を求めはじめ、神に代わる者として気まぐれな圧制を敷くようになる。それから3年の間、カリギュラは民から財産を奪い、臣下を殺し、妻を奪い、また自らグロテスクな仮装をして乱痴気騒ぎをするといったことを続ける。
臣下は恐れをなしているが、彼に父を殺された少年シピオンや年増の情婦セゾニア、奴隷出身のエリコンらは彼を憎むことができない。しかし、冷静な臣下ケレアは着々と暗殺計画を進める。その計画は回状のかたちで事前にカリギュラに露見するが、カリギュラは自分に逆らうのも休息になると称して、ケレアの前でその証拠の回状を破棄する。そして「死」を題材にした詩のコンクールを開き、反逆のざわめきが響き始めるなかでセゾニアを絞め殺したのち、押し入ってきたケレアたちの手にかかって自らも息絶える。

## 上演
1945年9月26日、パリのエベルトー座にて初演。演出はポール・エルトリー、主演はジェラール・フィリップ。当時まだ若手の無名役者だったフィリップの好演もあって記念碑的な成功を収め、50年代にも様々な役者で繰り返し再演された。日本初演は1968年、劇団こだま公演。1976年には現代演劇協会附属劇団昴の初演目で上演されている。訳は渡辺守章、カリギュラ役を小池朝雄が演じた。

## 日本語訳
- カミュ『カリギュラ・誤解』加藤道夫訳、新潮社、1951年。
- カミュ「カリギュラ」加藤道夫訳、『現代劇集』筑摩書房〈世界文学大系 第95〉、1965年。
- カミュ「カリギュラ」渡辺守章訳、『カミュ 2』新潮社〈新潮世界文学 49〉、1969年。
- カミュ「カリギュラ」渡辺守章訳、『カリギュラ・誤解』新潮社〈新潮文庫〉、1971年。
- カミュ「カリギュラ」渡辺守章訳、『ノーベル賞文学全集 13』主婦の友社、1972年。
- カミュ「カリギュラ」渡辺守章訳、『カリギュラ・誤解・ドイツ人の友への手紙』佐藤朔・高畠正明編、新潮社〈カミュ全集 3〉、1972年。
- カミュ「カリギュラ」渡辺守章訳、『サルトル.ボーヴォワール.カミュ』五木寛之ほか編集、学習研究社〈世界文学全集 20〉、1978年3月。
- アルベール・カミュ『アルベール・カミュ 1 カリギュラ』岩切正一郎訳、早川書房〈ハヤカワ演劇文庫 18〉、2008年。
- アルベール・カミュ『カリギュラ』 中田平、中田たか子訳、デジタルエステイト、2021年。